# Dehua
Dehua, tidigare romaniserat Tehwa, är ett härad som ingår i staden Quanzhou på prefekturnivå i provinsen Fujian i sydöstra Kina.
Orten är rik på kaolin-lera och har därför blivit känd för sin porslinsproduktion, bland annat Blanc-de-Chine.

## Administrativ indelning
Dehua är indelat i tolv köpingar och sex socknar.
Köpingar (zhen):

- Chishui (赤水镇)
- Gaide (盖德镇)
- Gekeng (葛坑镇)
- Leifeng (雷峰镇)
- Longmentan (龙门滩镇)
- Longxun (龙浔镇)
- Meihu (美湖镇)
- Nancheng (南埕镇)
- Sanban (三班镇)
- Shangyong (上涌镇)
- Shuikou (水口镇)
- Xunzhong (浔中镇)

Socknar (xiang):

- Chunmei (春美乡)
- Daming (大铭乡)
- Guiyang (桂阳乡)
- Guobao (国宝乡)
- Tangtou (汤头乡)
- Yangmei (杨梅乡)